# Litolinga tergisa
Litolinga tergisa är en tvåvingeart som först beskrevs av Thomas Say 1823.  Litolinga tergisa ingår i släktet Litolinga och familjen stilettflugor.
Artens utbredningsområde är Florida. Inga underarter finns listade i Catalogue of Life.